# كامل ستوش
كامل ستوش (مواليد 25 مايو 1987) هو لاعب قفز تزلجي بولندي، فاز ببطولة العالم مرتين.